# (8838) 1989 UW2
A (8838) 1989 UW2 a Naprendszer kisbolygóövében található aszteroida. T. Hioki és N. Kawasato fedezte fel 1989. október 29-én.